# گابروونیتسا (استان صوفیه)
گابروونیتسا (به بلغاری: Gabrovnitsa) یک منطقهٔ مسکونی در بلغارستان است که در استان صوفیه واقع شده‌است.